# Eunice Barber
Eunice Barber (Freetown, 17 novembre 1974) è una multiplista e lunghista sierraleonese naturalizzata francese.

## Biografia
In carriera si è laureata campionessa mondiale sia nell'eptathlon (1999) che nel salto in lungo (2003). Ha partecipato ai Giochi olimpici di Barcellona 1992 e Atlanta 1996 in rappresentanza della Sierra Leone, ottenendo come miglior piazzamento un 5º posto nell'eptathlon ad Atlanta. A Sydney 2000 e Atene 2004 gareggiò per la Francia.

## Record nazionali

### Seniores
Record nazionali sierraleonesi
- 200 metri piani: 24"32 ( Marietta, 21 luglio 1996)
- 800 metri piani indoor: 2'17"60 ( Nogent-sur-Oise, 25 febbraio 1996)
- 60 metri ostacoli indoor: 8"32 ( Liévin, 9 gennaio 1997)
- 100 metri ostacoli: 13"38 ( Talence, 14 settembre 1996)
- Salto in alto: 1,83 m ( Lamballe, 1º maggio 1997)
- Salto in alto indoor: 1,80 m ( Parigi, 7 marzo 1997)
- Salto in lungo: 6,75 m ( Pierre-Bénite, 5 giugno 1998)
- Salto in lungo indoor: 6,86 m ( Liévin, 14 febbraio 1998)
- Getto del peso: 12,87 m ( Atlanta, 27 luglio 1996)
- Getto del peso indoor: 13,05 m ( Parigi, 7 marzo 1997)
- Eptathlon: 6 416 p. ( Talence, 15 settembre 1996)
- Pentathlon indoor: 4 558 p. ( Parigi, 7 marzo 1997)

Record nazionali francesi
- Salto in lungo: 7,05 m ( Monaco, 14 settembre 2003)
- Eptathlon: 6 889 p. ( Arles, 5 giugno 2005)

## Palmarès
| Anno                                 | Manifestazione     | Sede        | Evento         | Risultato        | Prestazione | Note                                     |
| ------------------------------------ | ------------------ | ----------- | -------------- | ---------------- | ----------- | ---------------------------------------- |
| In rappresentanza della Sierra Leone |                    |             |                |                  |             |                                          |
| 1992                                 | Mondiali juniores  | Seul        | Eptathlon      | 14ª              | 5 048 p.    |                                          |
| 1992                                 | Giochi olimpici    | Barcellona  | 100 m hs       | Batteria         | 15"01       |                                          |
| 1992                                 | Giochi olimpici    | Barcellona  | Salto in lungo | 29ª              | 5,55 m      |                                          |
| 1992                                 | Giochi olimpici    | Barcellona  | Eptathlon      | 26ª              | 4 530 p.    |                                          |
| 1993                                 | Mondiali           | Stoccarda   | Eptathlon      | dnf              | dnf         |                                          |
| 1995                                 | Mondiali           | Göteborg    | Eptathlon      | 4ª               | 6 340 p.    |                                          |
| 1995                                 | Giochi panafricani | Harare      | Salto in lungo | Oro              | 6,70 m      |                                          |
| 1996                                 | Giochi olimpici    | Atlanta     | Salto in lungo | 19ª              | 6,45 m      |                                          |
| 1996                                 | Giochi olimpici    | Atlanta     | Eptathlon      | 5ª               | 6 342 p.    |                                          |
| 1996                                 | Giochi olimpici    | Atlanta     | 4×100 m        | Batteria         | dq          |                                          |
| 1997                                 | Mondiali indoor    | Parigi      | Pentathlon     | 6ª               | 4 558 p.    | Record africano                          |
| 1997                                 | Mondiali           | Atene       | Salto in lungo | 31ª              | 6,19 m      |                                          |
| 1997                                 | Mondiali           | Atene       | Eptathlon      | dnf              | dnf         |                                          |
| In rappresentanza della Francia      |                    |             |                |                  |             |                                          |
| 1999                                 | Mondiali           | Siviglia    | 100 m hs       | Quarti di finale | 13"09       |                                          |
| 1999                                 | Mondiali           | Siviglia    | Eptathlon      | Oro              | 6 861 p.    | Miglior prestazione personale            |
| 2000                                 | Giochi olimpici    | Sydney      | Eptathlon      | dnf              | dnf         |                                          |
| 2001                                 | Mondiali           | Edmonton    | Eptathlon      | dnf              | dnf         |                                          |
| 2003                                 | Mondiali           | Saint-Denis | Salto in lungo | Oro              | 6,99 m      | Miglior prestazione personale stagionale |
| 2003                                 | Mondiali           | Saint-Denis | Eptathlon      | Argento          | 6 755 p.    | Miglior prestazione personale stagionale |
| 2004                                 | Giochi olimpici    | Atene       | Salto in lungo | 28ª              | 6,37 m      |                                          |
| 2005                                 | Mondiali           | Helsinki    | Salto in lungo | Argento          | 6,76 m      |                                          |
| 2005                                 | Mondiali           | Helsinki    | Eptathlon      | Argento          | 6 824 p.    |                                          |
| 2007                                 | Mondiali           | Osaka       | Salto in lungo | 16ª (q)          | 6,51 m      |                                          |

## Altre competizioni internazionali
2003
- Oro in Coppa Europa ( Firenze), salto in lungo - 6,76 m
- Oro alla World Athletics Final ( Monaco), salto in lungo - 7,05 m

2005
- Bronzo alla World Athletics Final ( Monaco), salto in lungo - 6,51 m

2006
- Argento in Coppa Europa ( Malaga), salto in lungo - 6,61 m